# Maiden Voyage
Maiden Voyage ist ein Jazz-Album von Herbie Hancock, aufgenommen in Englewood Cliffs, New Jersey am 17. März 1965 und veröffentlicht auf Blue Note Records. Das Album zeichnet sich durch seine innovative Verwendung von Modalität aus, bei der die Harmonie auf Skalen und Modi basiert, anstatt auf traditionellen Akkordprogressionen. Das Album hat einen nachhaltigen Einfluss auf die Jazzmusik und gilt als Meilenstein in Herbie Hancocks Karriere.

## Das Album
Schon früh hatten Alfred Lion und Francis Wolff gelernt, dass man auf die meisten Talente durch die Empfehlung anderer Musiker stieß; Jackie McLean brachte Bobby Hutcherson und Tony Williams zu Blue Note, Donald Byrd machte sie auf Duke Pearson und Herbie Hancock aufmerksam. Blue Note hatte mit Hancock, dem Trompeter Freddie Hubbard, dem Vibraphonisten Bobby Hutcherson sowie den Tenorsaxophonisten Joe Henderson und Wayne Shorter eine beeindruckende zweite Generation von Hardbop-Musikern aufgespürt und unter Vertrag genommen; sie waren permanent dabei, ihre Ausdrucksmöglichkeiten zu erweitern.
Nach zwei ersten Alben unter eigenem Namen, Takin’ Off (1962) und My Point of View (1963) gelang es Hancock, mit Empyrian Isles und Maiden Voyage, die in fast gleicher Besetzung entstanden sind, „nahezu vollkommene Klassiker“ (Michael Cuscuna) einzuspielen. Die beiden Hancock-Alben sowie die zeitnah entstandenen LPs Speak No Evil von Wayne Shorter, Freddie Hubbards Hub-Tones, Bobby Hutchersons Components oder Joe Hendersons Mode for Joe waren Produktionen, die von kleinen Formationen gespielt und gut konzipiert und arrangiert waren; die Musiker kannten das Material schon, bevor sie ins Studio kamen, was ihnen erlaubte, sich auf Feeling und frische Improvisationen zu konzentrieren, wenn die Bänder liefen, so Michael Cuscuna in seiner Rückschau auf diese Ära des legendären Jazzlabels.
Wie schon die Original-Liner-Notes feststellen, war Maiden Voyage als ein Konzeptalbum angelegt; es sollte musikalisch eine ozeanische Atmosphäre geschaffen werden, wie dies auch die Titel anzeigten, die den Bezug zum Meer herstellen sollten. Die Musiker entwickelten das Konzept, indem sie der Musik Raum ließen und dynamische Momente schufen. Freddie Hubbard äußerte später in einem Gespräch, seine Beiträge zu den beiden Alben wie auch sein Solo in Oliver Nelsons „Stolen Moments“ 1961 seien stark von John Coltrane inspiriert gewesen. Das Titelstück „Maiden Voyage“ war ursprünglich als Hintergrund für einen TV-Werbespot geschrieben worden. „Little One“ war zuvor vom Miles-Davis-Quintett auf dem ESP-Album 1965 aufgenommen worden. Sechs Tage vor der eigentlichen Session hatte die Band das Titelstück, „Little One“ und „Dolphin Dance“ erstmals aufgenommen, jedoch mit Hubbard am Kornett und dem Schlagzeuger Stu Martin an Stelle von Tony Williams; die Aufnahme wurde aber abgelehnt und ging verloren.

## Bewertung des Albums
Maiden Voyage zählt heute zu den essentiellen Alben von Hancocks früher Schaffensphase, Cook und Morton halten das Album für „eines der großartigsten der Jazz-Nachkriegsgeschichte“. Sie begründen ihre Auszeichnung (Vier Sterne mit zusätzlicher Krone) in ihrem Penguin Guide to Jazz mit der Tatsache, dass das Album (wie auch Empyrian Isles) das Werk eines Vierundzwanzigjährigen repräsentiere. Beide seien ausgesprochen ruhige Platten; Joachim-Ernst Berendt habe sie daher mit Claude Debussys La Mer verglichen und sie auf die gleiche Stufe wie die besten Tondichtungen von Duke Ellington gestellt. George Coleman spiele mit vorzüglichem Understatement; es sei auch kein Wunder, dass die Chemie der Band so gut sei, schließlich sei es – mit Ausnahme von Hubbard – die Gruppe von Miles Davis gewesen; insgesamt sei es ein Werk von zeitloser Frische und einem hohen Maß an kreativer Spannung.
Ian Carr zählt die beiden Werke in einem Atemzug zu den klassischen Alben der 1960er Jahre; das Titelstück Maiden Voyage, Dolphin Dance sowie Cantaloupe Island (auf Empyrian Isles) seien zu Jazz-Standards geworden. Das Spiel der Band sei auf beiden Alben fehlerlos und Hubbard in seinen besten Momenten anzutreffen. Auch Bob Blumenthal zählt George Colemans Beiträge zu Maiden Voyage zu den bemerkenswertesten, die er je in seiner ganzen Karriere aufgenommen habe. 
Das Album wurde 1999 in die Grammy Hall of Fame aufgenommen.
Die Musikzeitschrift Jazzwise wählte das Album auf Platz 29 der Liste The 100 Jazz Albums That Shook the World. Stuart Nicholson schrieb:

„A classic jazz album produced at a time when such albums seemed to be coming out every other day. Essentially the Miles Davis Quintet of the day with Hubbard pinch hitting for Davis (and playing as well as he would at any point of career) it contained two Hancock originals that would assume quickly the status of jazz standards. The binary 34-bar ‘Dolphin Dance’ and the modal 32-bar ‘Maiden Voyage’, with its pre-arranged rhythmic structure that is maintained throughout, will probably be played as long as jazz itself. Add to that ‘Little One’, previously recorded by Davis on ESP, and you have the concept album to end all concept albums“

Das Magazin Rolling Stone wählte das Album 2013 in seiner Liste der 100 besten Jazz-Alben auf Platz 14.
In der Auswahl der 200 besten Alben der 1960er Jahre von Pitchfork Media belegt es Platz 82.

## Die Titel
Alle Kompositionen stammen von Herbie Hancock.
Seite 1
1. Maiden Voyage – 7:53
2. The Eye of the Hurricane – 5:57
3. Little One – 8:43
Seite 2
4. Survival of the Fittest – 9:59
5. Dolphin Dance – 9:16